# Siet Gravendaal-Tammens
Siet Sietje Gravendaal-Tammens (geboren 29. Juli 1914 in Kloosterburen; gestorben 27. September 2014 in Winsum) war eine niederländische Anführerin einer Widerstandsgruppe gegen die deutsche Besatzung während des Zweiten Weltkriegs.

## Leben
Sietje Tammens wurde am 29. Juli 1914 in Kloosterburen als ältestes von acht Kindern des Landwirts Jacob Tammens (1873–1957) und Kornelia Heemstra (1886–1948) auf einem Bauernhof im Norden von Groningen geboren. Nach dem Verkauf des Hofes im Jahr 1921 konnte sich ihr Vater vom Verkaufserlös zur Ruhe setzen. Die Familie zog später in ein größeres Haus nach Pieterburen. Sie beschrieb ihre Kindheit mit ihren vier Brüdern und drei Schwestern als unbeschwert, in einer liberalen Familie und besuchte die weiterführende Schule in Warffum. Zunächst wollte sie Pfarrerin werden, obwohl sie nicht religiös erzogen worden war. Mit 19 Jahren bekannte sie sich zur reformierten Kirche, entschied sich jedoch dazu Lehrerin zu werden. Sie besuchte das Lehrerseminar und arbeitete als Aushilfslehrerin. In Groningen trat sie 1939 eine Stelle als Hauslehrerin in einer Professorenfamilie an und verließ ihr Elternhaus. Um den geistig behinderten Sohn optimal zu fördern, studierte sie Heilpädagogik und spezialisierte sich auf Logopädie.

### Widerstand
Die zunehmende Entrechtung und Verfolgung der jüdischen Bevölkerung während der deutschen Besatzung der Niederlande im Zweiten Weltkrieg brachte Siet Tammens zum Widerstand. Nachdem sie Ende 1941 Lehrerin an einer Sonderschule für Jungen mit Lernschwierigkeiten in Groningen wurde, brachte sie einen ihrer jüdischen Schüler und seinen Bruder bei einer Bauernfamilie in Sicherheit. Sie betrachtete das später als ihren ersten Akt des Widerstands. Sie baute sich ein Netzwerk in der Kirche, der Schule und im Tennisclub auf und konnte durch diese Unterstützung eine wichtige Rolle im Groninger Widerstand übernehmen. Ihre Wohnung im Stadtzentrum von Groningen nutzte sie als Durchgangshaus für Untergetauchte und ein Lager für Lebensmittelkarten und Waffen.
Tammens Wohnung war im Sommer 1943 Treffpunkt der Anführer der Widerstandsgruppen der Provinz. Als einzige Frau an der Spitze hatte Siet Tammens ein Mitspracherecht bei bewaffneten Aktionen und Liquidierungen. Unter den Männern war sie anerkannt und wurde respektiert, auch wurde ihre weibliche Intuition manchmal gefragt, wenn es darum ging, die Vertrauenswürdigkeit von Menschen einzuschätzen. Mit ihrer Gruppe organisierte Siet Tammens einen Raubüberfall auf das Verteilungsbüro Langweer in Friesland am 4. Juni 1943, bei dem 5000 Lebensmittelkarten und Stempel zum Fälschen von Ausweisen gestohlen wurden. Ende 1943 und im Frühjahr 1944 liquidierten Mitglieder ihrer Gruppe, teilweise auf ihren Befehl, die Leiterin der Groninger Sonderermittlungsabteilung, Anne Elsinga, und ihren Nachfolger Jannes Keijer.
Nach dem Anschlag auf Jannes Keijer folgten harte Reaktionen. Sechs Männer der Gruppe wurden sofort erschossen, mehr als hundert weitere wurden in Konzentrationslager deportiert. Siet Tammens hat immer zu diesen Entscheidungen gestanden: „Wenn wir uns von den möglichen Reaktionen der Besatzer hätten leiten lassen, hätten wir niemals Widerstand leisten können. Im Widerstand muss man das tun, was man für richtig hält, und dazu stehen. [...] Und dabei gibt es keinen Platz für Schuldgefühle“.
Untertauchen musste Siet Tammens Anfang 1944 in Friesland nach einem misslungenen Anschlag auf einen Schulkollegen, der nun NSB-Mitglied war und ein zu großes Risiko darstellte. Sie war danach unter dem Pseudonym Martha Oosterveen als Kurierin tätig, hauptsächlich mit der Verteilung von Lebensmittelkarten. Verhaftet wurde sie am 13. Juni 1944 mit anderen im Büro der Personalausweisabteilung in Amsterdam. Sie wurde im Lager Vught, im Scheveninger Gefängnis, im Oranjehotel und erneut in Vught inhaftiert. Nachdem ihre wahre Identität vom Sicherheitsdienst aufgedeckt worden war, wurde sie in das berüchtigte Scholtenhuis in Groningen verlegt. Dort wurde sie eine Woche vom Sicherheitsdienst verhört, dabei blieb sie von körperlicher Gewalt verschont. Ihr Todesurteil wurde im Untersuchungsgefängnis vom Angehörigen der Sicherheitspolizei Ernst Knorr verkündet. Er befand, dass eine Kugel für sie zu gut wäre und verurteilte sie zum Tod durch Erhängen. Diesem Todesurteil entkam sie durch Glück. Durch die Ereignisse am Dolle Dinsdag fand die Hinrichtung nicht statt und sie wurde in ein Lager auf der deutschen Watteninsel Borkum gebracht.

### Curaçao
Nachdem sie durch einen Wärter sexuell missbraucht worden war, war sie nicht mehr in der Lage, Kinder zu bekommen. Dieser Verlust prägte ihr weiteres Leben. Sie gab ihr Familienleben nach dem Krieg auf und ging auf Reisen. Außerdem fehlte Tammens das Zusammengehörigkeitsgefühl, das sie während des Krieges erlebt hatte. Enttäuscht von der Rückkehr der Verzuiling aus der Vorkriegszeit und der Tatsache, dass sie sich für ihre Widerstandsarbeit verantworten musste, beschloss sie, die Niederlande und den Krieg hinter sich zu lassen. Sie arbeitete von 1947 bis 1964 als Leiterin einer Grundschule in Willemstad auf Curaçao und führte eine eigene Praxis für Logopädie. So richtig wohl fühlte sie sich auf Curaçao jedoch nicht. Heimweh und die Aussicht auf den Ruhestand brachten sie zurück nach Groningen. Zuvor lernte sie auf Curaçao aber ihre große Liebe Cees Gravendaal, den Direktor der Sozialversicherungsbank in Curaçao kennen, den sie am 2. August 1979 in Winsum heiratete. Gravendaal starb plötzlich im Jahr 1981, zwei Jahre nach der Hochzeit. Tammens betrachtete diese kurze Zeit, als die schönste ihres Lebens. Nach seinem Tod konnte sie offener über ihre Kriegserlebnisse reden und schloss sich Gruppen ehemaliger Widerstandskämpfer wie der Nederlandse Vereniging van Ex-Politieke Gevangenen Expogé (Vereinigung ehemaliger politischer Gefangener), The Escape und den Federatie van Verzetsstrijders an.

### Ehrungen
Das Verzetsmuseum Amsterdam (Widerstandsmuseum) konnte Siet Tammens im Jahr 2000 dazu überreden, ihre Lebensgeschichte aufzuzeichnen. Für ihre Arbeit im Widerstand erhielt sie das Widerstandsgedenkkreuz. Ihre Biografie wurde in das Buch 101 Vrouwen en de oorlog der Historikerin und Schriftstellerin Els Kloek aufgenommen.
Siet Tammens starb am 27. September 2014 im Alter von einhundert Jahren in ihrer Heimatstadt Winsum.